# Agencja Żywności i Leków
Agencja Żywności i Leków, FDA (ang. Food and Drug Administration) – amerykańska instytucja rządowa utworzona 30 czerwca 1906 roku przez Harveya Washingtona Wileya.
Jest częścią Departamentu Zdrowia i Opieki Społecznej Stanów Zjednoczonych (United States Department of Health and Human Services) i zajmuje się kontrolą żywności i paszy, suplementów diety, leków (dla ludzi i zwierząt), kosmetyków, urządzeń medycznych, urządzeń emitujących promieniowanie (w tym niemedycznych), materiałów biologicznych i preparatów krwiopochodnych.
Znana jest z rygorystycznych przepisów dotyczących dopuszczania leków do obrotu, nakazujących producentom przestrzeganie procedur oraz informowanie pacjentów o zagrożeniach związanych ze stosowaniem leków. Historycznym przykładem skrupulatności pracowników tej instytucji jest dociekliwość Frances Oldham Kelsey, która uchroniła Amerykanów przed tragicznymi skutkami zażywania talidomidu.
Pozytywna opinia wydana przez Agencję Żywności i Leków dla danego produktu spożywczego lub leku jest uznawana także poza Stanami Zjednoczonymi za wyznacznik jakości i potwierdzenie braku negatywnego wpływu na zdrowie.